# Batalla de Nínive
La batalla de Nínive del 627 (Ἡ μάχη τῆς Νινευί) va ser la batalla culminant de l'última guerra romano-sassànida (602-628), que va donar el cop de gràcia als sassànides i va restaurar breument les fronteres romanes en l'Orient Pròxim.
Tanmateix, la recuperació romana no va durar gaire, donat que a la dècada següent l'emergent Califat islàmic partint d'Aràbia gairebé va destruir l'Imperi Romà d'Orient.